# Милован Ћирић
Милован Ћирић (Београд, 12. фебруар 1918 — Београд, 14. октобар 1986) био је српски фудбалски тренер и играч.

## Биографија
Био је први капитен Црвене звезде (1946—1947), али је у јуну 1947. прешао у градске ривале Партизан (1947—1948). Са Партизаном је освојио југословенски куп (1947). Након завршене играчке каријере, Ћирић је прво радио као тренер у Партизану (1948—1951) и као тренер омладинског тима.
Током своје дугогодишње каријере тренирао је ОФК Београд (1951—1953), Партизан (1953/54), југословенски фудбалски тим (од маја до октобра 1954. у склопу комисије од 5 чланова заједно са Бранком Пешићем, Александром Тирнанићем, Леом Лемешићем и Фрањом Волфлом, као и од децембра 1973. до јула 1974. године у склопу још једне комисије у којима су били Миљан Миљанић, Милан Рибар, Сулејман Ребац и Томислав Ивић), Црвена звезда (1954—1957, 1975/76), Лацио (1957/58), Хајдук Сплит (1958—1961, 1963/64), ОФК Београд (1961—1963, 1964/65), Израел (1965—1968), Бешикташ (1968/69), Арис (1969/71), Валенсија (1974/75), Индија (1985) и други.

## Трофеји (Као играч)

### Као играч
Партизан
- Куп Југославије (1) : 1947.

### Као тренер
Црвена звезда
- Првенство Југославије (2) : 1955/56, 1956/57.

ОФК Београд
- Куп Југославије (1) : 1961/62.